# Bouddha Mahamuni
Le Bouddha Mahamuni (lit. Le Grand sage), aussi appelé Maha Myat Muni Paya, Rakhine Paya, ou Payagyi, est une statue bouddhique exposée dans le Temple Mahamuni dans la ville birmane de Mandalay. Elle aurait été rapportée par les armées du roi Bodawpaya du royaume d'Arakan comme prise de guerre en 1784, et d'abord abritée à Amarapura, avant de suivre le déplacement de la capitale en 1860.
Mesurant 4 mètres de haut, elle est constituée de 6,5 tonnes de bronze. Des feuilles d'or sont régulièrement ajoutées sur son corps, qui est lavé chaque matin par les moines.
Elle se trouve dans une petite chambre surmontée d'un pyatthat (toit) à sept degrés,. Le plafond est couvert de mosaïque. Tout autour se trouvent des arcades soutenues par 252 colonnes dorées, sculptées et ornées de fresques. Le premier bâtiment a brûlé à deux reprises sous le règne de Thibaw Min (1879 et 1884) et a été reconstruit en 1896.
C'est un lieu de pèlerinage important pour les birmans.
À proximité se trouve le musée du Mahamuni, consacré au bouddhisme en Asie.

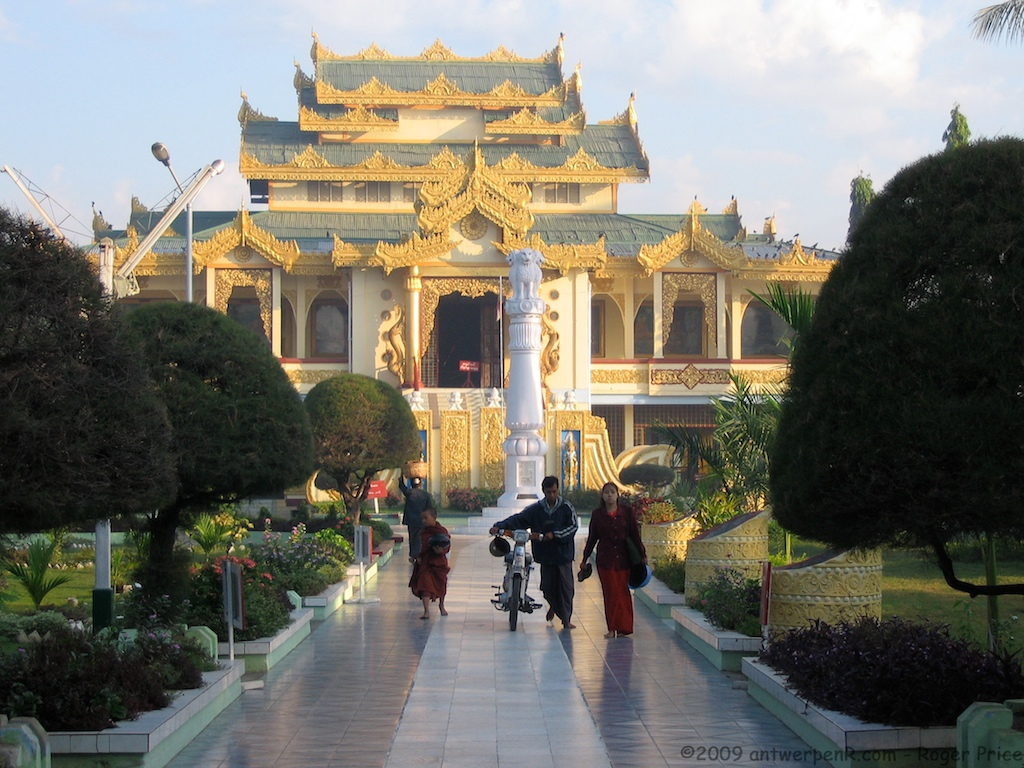
Temple Mahamuni de Mandalay : pavillon nord-est.

## Autres curiosités
Dans l'enceinte du temple se trouvent plusieurs anciennes statues khmères de bronze, originaires d'Angkor Vat, et qui ont connu une histoire tumultueuse.

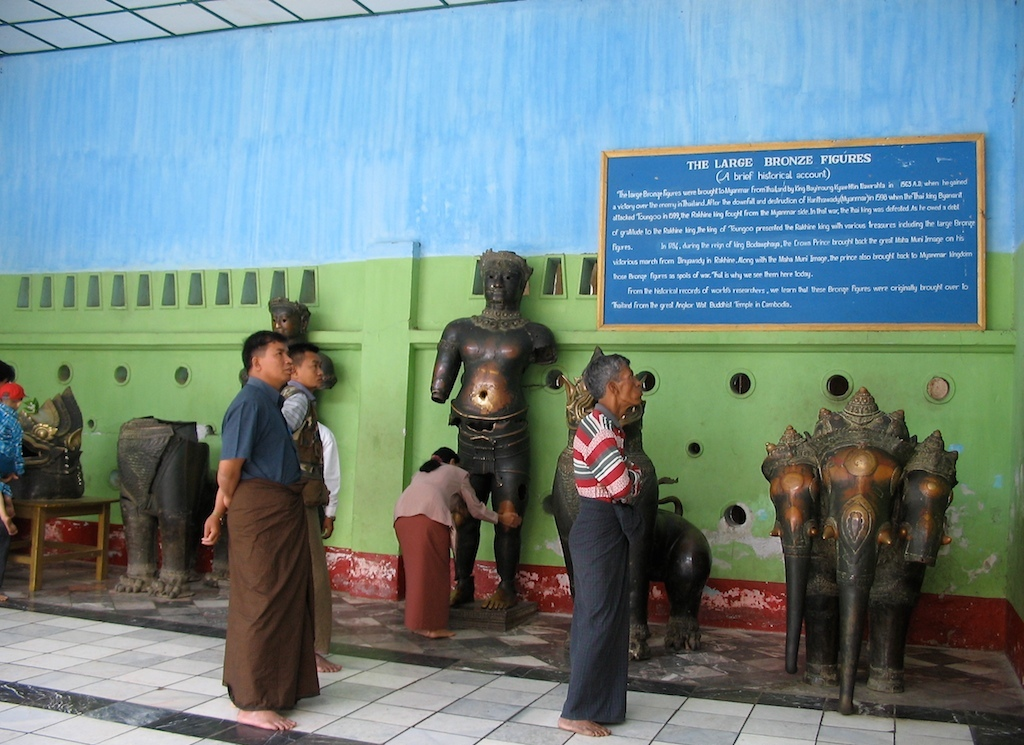
Les statues khmères du temple sont réputées posséder des pouvoirs de guérison. Au centre Shiva, à droite l'éléphant Airavata (2004).

Elles ont été ramenées à Ayutthaya en 1431 par les siamois au moment du sac d'Angkor,,. En 1564, le roi birman Bayinnaung attaqua Ayutthaya et il remporta trente statues à Pégou,,. En 1599, le roi Razagri de Mrauk U envahit Pégou et rapporta les statues dans sa capitale,. Finalement le prince héritier Thado Minsaw, fils du roi Bodawpaya, les rapporta à Amarapura en 1785. Selon les croyances locales, beaucoup plus de statues avaient été ramenées d'Arakan. Le roi Thibaw en fit fondre un bon nombre pour couler des canons pour les fortifications de son palais,. Des trente statues rapportées du Siam par Bayinnaung, il n'en reste que six, exposées dans le temple. Elles attirent beaucoup de monde, à cause des pouvoirs de guérison qui leur sont attribuées,.

## Sources
- (en) Gerry Abbott, « The traveller's history of Burma », Orchid Guides, Bangkok, Orchid Press,‎ 1998 (ISBN 978-974-8299-28-0, LCCN 2001353308)
- Nicholas Greenwood, Guide to Burma, Bradt Travel Guides, 1993
- (en) Damien Keown, « A dictionary of Buddhism », Mahamuni Paya and Mahamuni temple, Oxford, Oxford University Press US,‎ 2003, p. 164–165 (ISBN 978-0-19-860560-7, LCCN 2003276701, lire en ligne, consulté le 24 mars 2010)
- (en) Robert Reid et Michael Grosberg, Mahamuni Pagoda, Mandalay, Footscray, Lonely Planet, 2005, 9e éd. (ISBN 978-1-74059-695-4, lire en ligne), p. 234
- (en) Juliane Schober, Sacred biography in the Buddhist traditions of South and Southeast Asia, New Delhi, Motilal Banarsidass Publ., 2002, 1re éd. (ISBN 978-81-208-1812-5, lire en ligne), p. 259–273
- (en) Teck Meng Tan, « Business opportunities in Myanmar », Nanyang business report series, Singapour, Nanyang Technological University,‎ 1996, poche (ISBN 978-0-13-713208-9, OCLC 35145934, LCCN 96033201)
- Walter Francis Vella, « Siam under Rama III, 1824-1851 », Issue 4 of Monographs of the Association for Asian Studies, J.J. Augustin,‎ 1957

- (en) Cet article est partiellement ou en totalité issu de l’article de Wikipédia en anglais intitulé « Mahamuni Buddha Temple » (voir la liste des auteurs).